# Claude Deschamps
Pour le comédien et auteur du XVIIe, voir Claude Deschamps (acteur). Pour les autres homonymes, voir Deschamps.
Claude Deschamps (Vertus, 10 janvier 1765 – Bordeaux, 13 novembre 1843) est un ingénieur des ponts et chaussées du XIXe siècle.

## Biographie
Claude Deschamps fut l'un des grands artisans du développement des infrastructures en Aquitaine. Il est le fils d'un médecin de Vertus, Pierre Amand Deschamps, et de Jeanne Ursule Morel.
Élève de Dom Mabille au collège de l'abbaye Saint-Sauveur de Vertus, il poursuit ses études au collège des Pères de l’Oratoire de Châlons jusqu’en classe de rhétorique.
Il travaille ensuite pendant deux ans au bureau de l'ingénieur en chef des Ponts et Chaussées pour la province de Champagne, en poste à Châlons, Jean Joseph Bochet de Coluel (17..-1789), futur inspecteur général. Ce dernier écrit le 7 novembre 1782 une lettre de recommandation de Claude Deschamps auprès de Jean-Rodolphe Perronet. Quelques jours plus tard, c'est le marquis Jacques Gabriel Louis Le Clerc de Juigné (1727-1807) qui recommande Claude Deschamps à Antoine Chezy. Il fait officiellement son entrée à l'école des Ponts et Chaussées le 15 décembre 1782 comme élève surnuméraire. Il a alors 18 ans. Il reste à l'École pendant quatre ans et demi. Pendant cette période de formation, il suit des cours d'équitation auprès de Pierre Bergerat et travaille pendant six mois dans l'atelier de l'architecte Daubanton. Il obtient une place d'élève « appointé » en 1786, et à ce titre donne des cours de lever de plans, de géométrie et d'algèbre. Il est nommé sous-ingénieur aux travaux du pont de Charenton le 1er avril 1787. Puis Deschamps gravit un à un les échelons du corps des ponts et chaussées : ingénieur en 1787, ingénieur en chef au Mont-Cenis en 1803, et enfin inspecteur divisionnaire à Bordeaux en 1810 en remplacement de Nicolas Brémontier, promu et muté à Paris.
Sous le Premier Empire, dans le cadre du projet de construction de deux routes liant Paris à l'Espagne (une par Bayonne, l'autre par la vallée d'Aspe), il prend part à la construction des ponts de Mont-de-Marsan, du pont de pierre de Bordeaux (achevé en 1822), de Libourne (achevé en 1825), et des digues de Bayonne.
Lors de la construction du pont de pierre, avec l'assistance de son gendre Jean-Baptiste Billaudel, il doit faire face à de nombreux problèmes en raison du très fort courant de la Garonne à cet endroit-là. C'est grâce à une cloche à plongée empruntée aux Britanniques que les piliers du pont sont stabilisés.

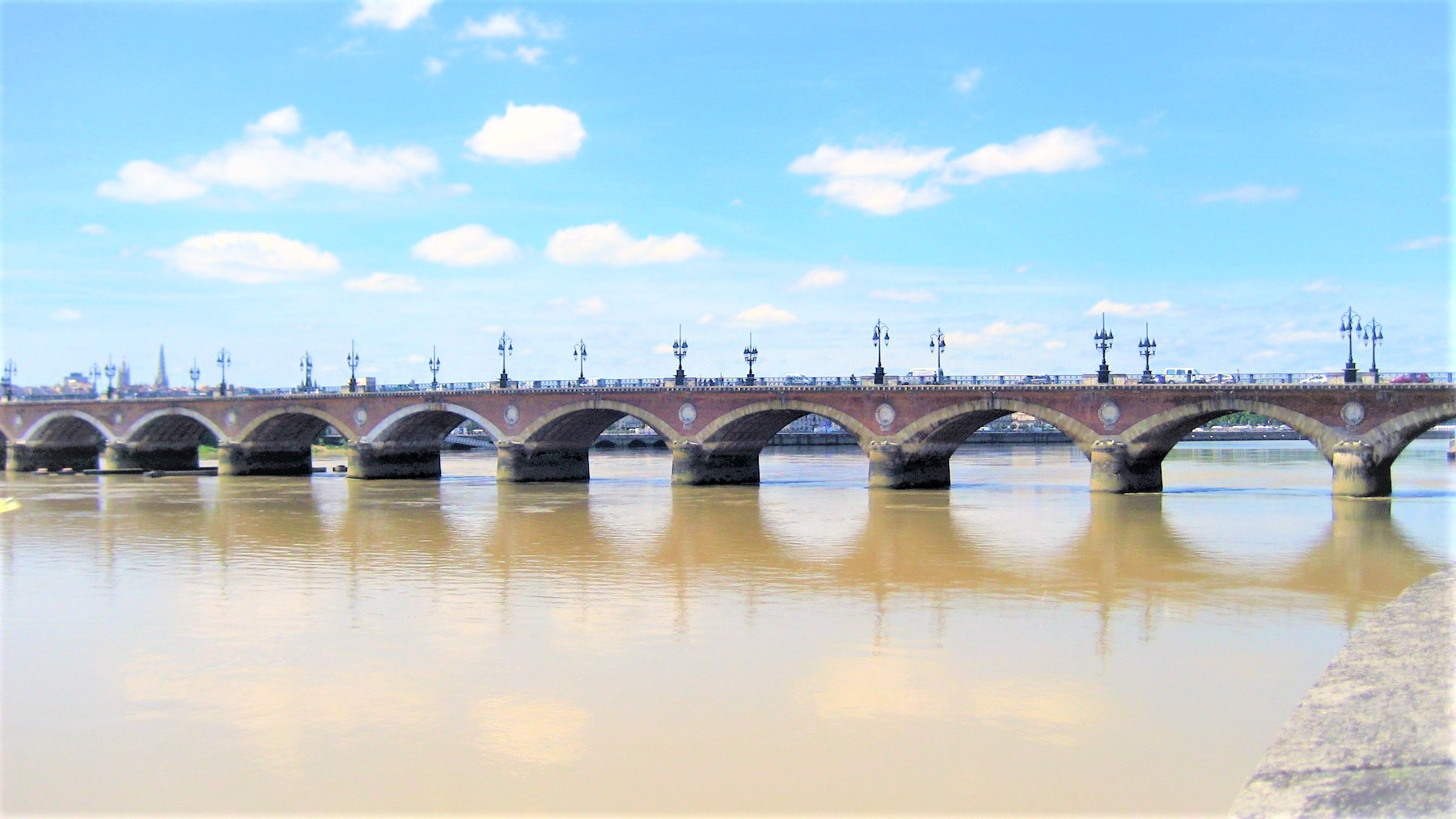
Le Pont de Pierre de Bordeaux, achevé en 1822.

Lors des travaux de fixation et d'ensemencement des dunes du littoral, il effectue avec ses ingénieurs le relevé topographique de la région pour permettre d'achever la carte de Cassini.
Il émet un projet d'amélioration des Landes de Gascogne, et propose plusieurs projets pour le franchissement de la Dordogne à Saint-André-de-Cubzac (1823). Le pont sera finalement construit par son successeur, Jean-Baptiste Billaudel avec Marie Fortuné de Vergès (1834-1839).

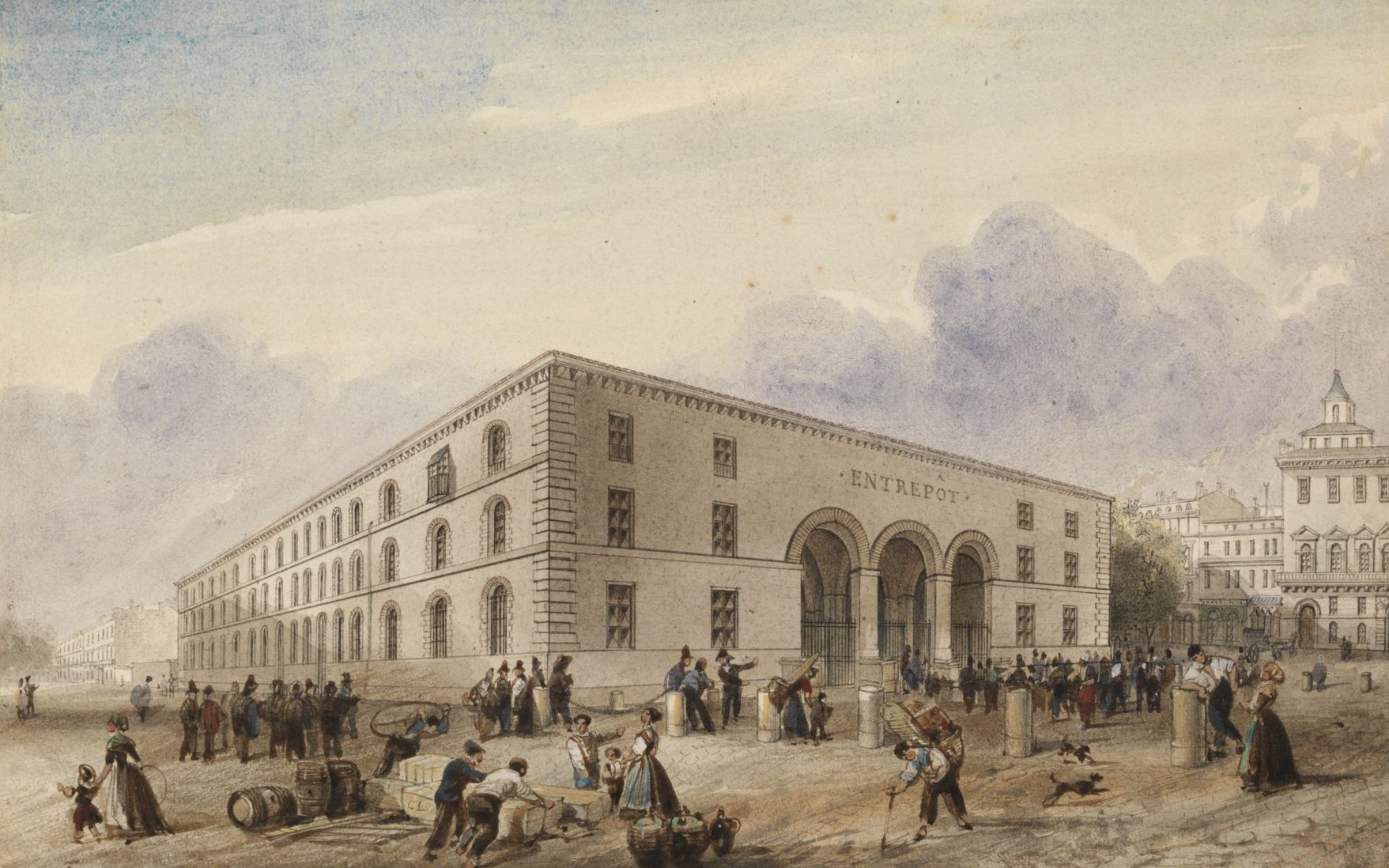
L'Entrepôt réel des denrées coloniales, construit en 1824, et qui abrite aujourd'hui le CAPC - musée d'Art contemporain.

Claude Deschamps est également le concepteur, avec son gendre Billaudel, de l'Entrepôt réel des denrées coloniales (dit Entrepôt Lainé) qui est construit entre 1822 et 1824. L'édifice sert à stocker sous douane les marchandises produites par les esclaves dans les plantations coloniales, avant leur réexpédition à travers l'Europe. Ce bâtiment deviendra au XXe siècle, sous la mandature de Jacques Chaban-Delmas, le CAPC - musée d'Art contemporain.

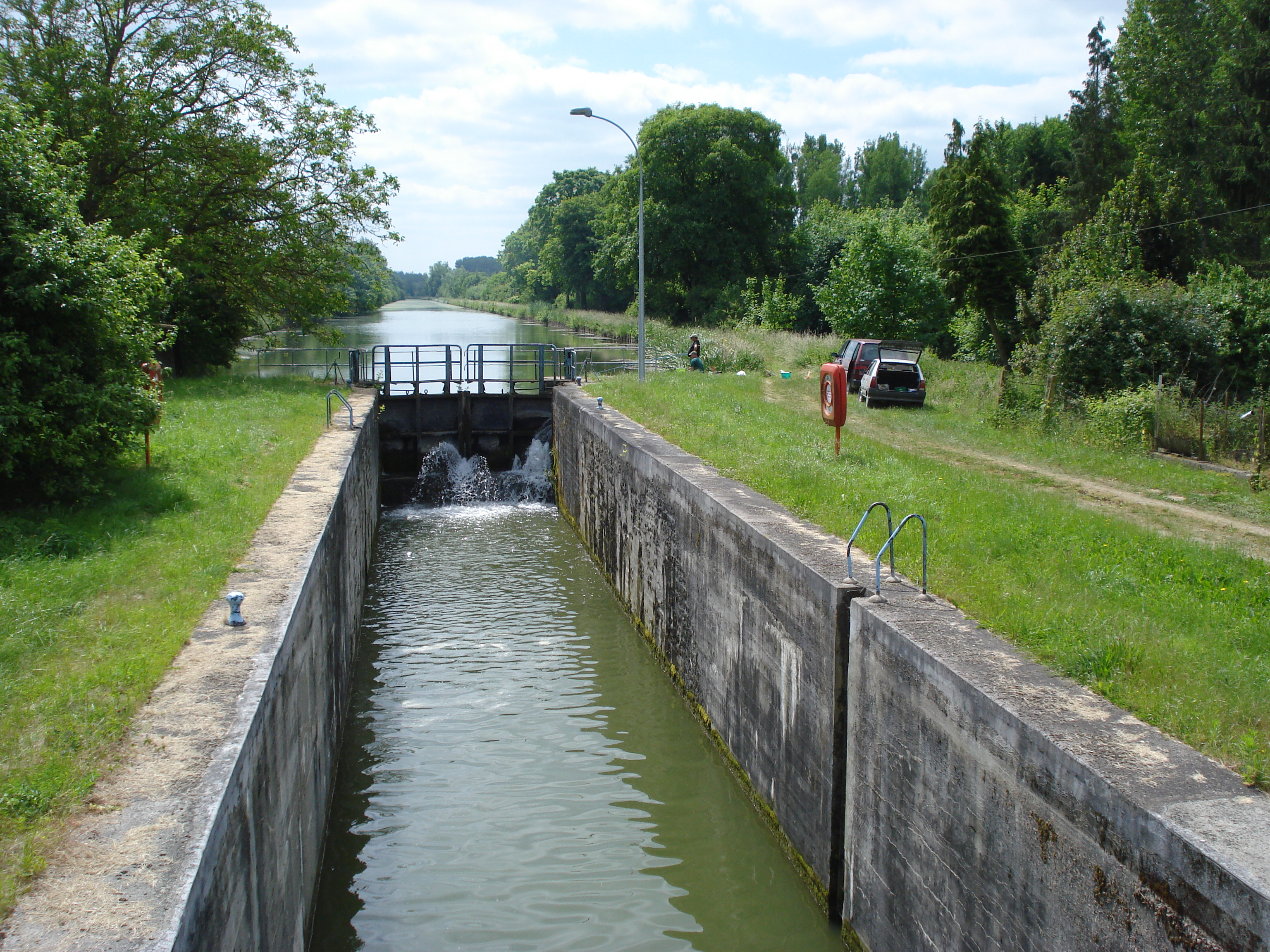
Le canal des Ardennes entre Vouziers à Vrizy

Claude Deschamps écrit en 1832 un mémoire dans lequel il montre à nouveau sa vision globale de l’aménagement des Landes de Gascogne par d’importants travaux d’assainissement consistant notamment par l'édification de canaux reliant la Garonne à l'Adour servant à la fois de collecteurs et de voies de communication. Cette vaste infrastructure de canaux ne fut que très partiellement réalisée entre certains lacs littoraux. En revanche, il participe à l'édification du canal des Ardennes (1837).
Au début du XIXe siècle, il fait édifier une grande demeure à Cenon, le château Lemoine (ou château au Moine), d'où il pouvait, avec sa lunette télescopique, voir le Pont de pierre.

### Vie familiale
Claude Deschamps se marie le 16 Germinal an V (5 Avril 1797), à Rethel (Ardennes), avec Reine Marie Liesse de Cleves de Sauville (1768, Rethel - ✝ 1845, Bordeaux). Le couple a deux enfants :

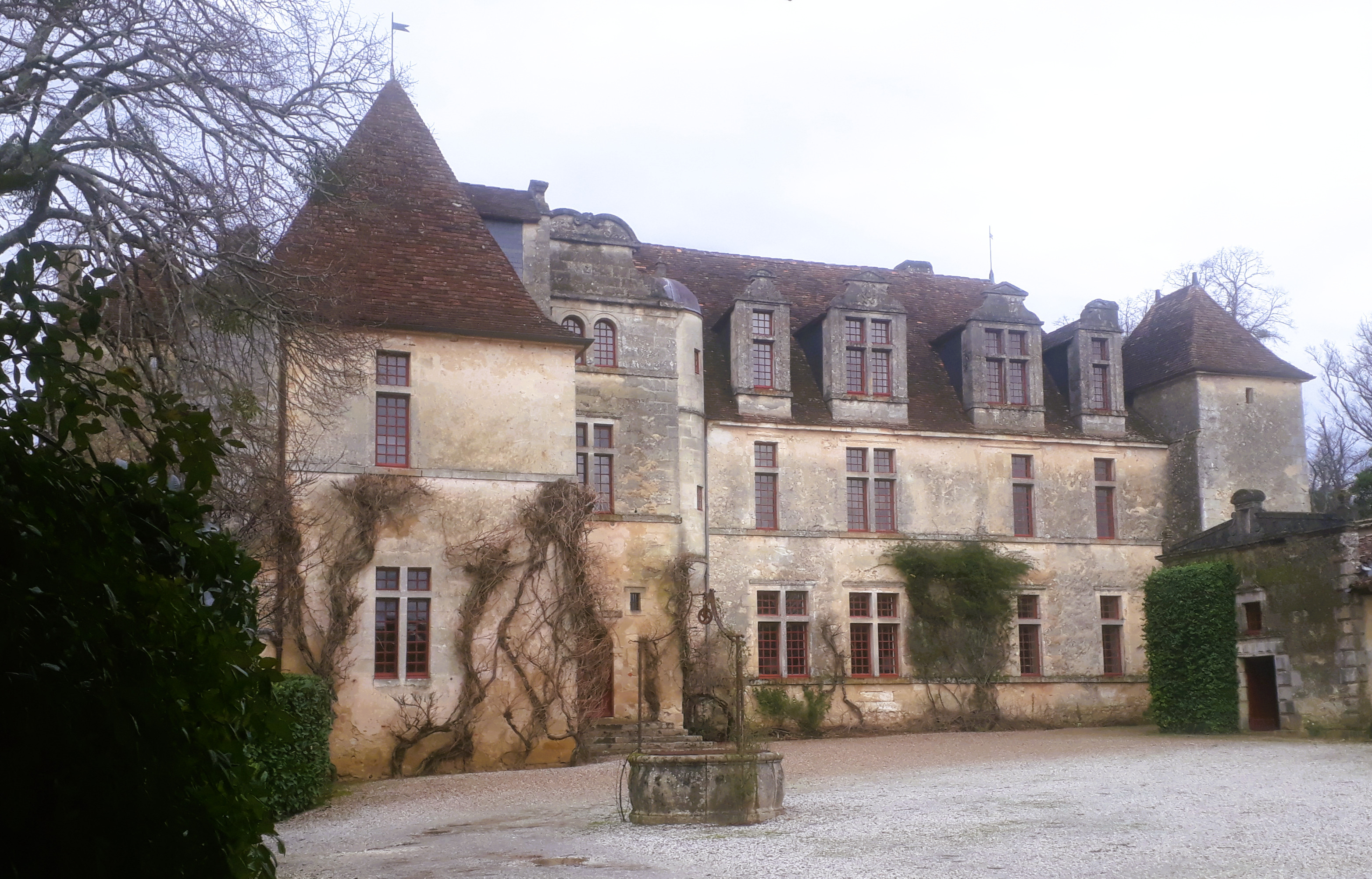
Château Le Grand Verdus à Sadirac.

Sa fille Victoire Aimée (1798, Rethel – ✝ 1863, Paris) épouse en 1818 Jean-Baptiste (ou Basilide) Billaudel (1793, Rethel - ✝ 1851, Cenon), diplômé de l'École polytechnique et de l'École des ponts et chaussées (1814), Ingénieur des ponts et chaussées, conseiller général du département de la Gironde (1839-1847) et maire de Bordeaux (1848). Il fut le propriétaire du Château Le Grand Verdus à Sadirac, où il habitat de nombreuses années.
Son fils Alphonse (1799, Rethel – ✝ 1863, Blaye) est également ingénieur en chef des Ponts et Chaussées dans le département de la Gironde.

## Fonctions
- Diplômé de l'école des Ponts et Chaussées (1782) ;
- Ingénieur des Ponts et chaussées (1787) ;
- Ingénieur en chef des Ponts et Chaussées (1803) ;
- Inspecteur divisionnaire des Ponts et Chaussées (1810).

## Publications
- Des travaux à faire pour l'assainissement et la culture des landes de Gascogne et des canaux de jonction de l'Adour à la Garonne par C. Deschamps (carte annexée) (monographie imprimée), Paris, Carilian-Goeury, libraire, 1832, 64 p. (lire en ligne)

## Titres
- Chevalier de l'Empire (juin 1813).

## Distinctions
- Commandeur de la Légion d'honneur
- Chevalier de l'ordre de la Réunion (19 juin 1813).

## Armoiries
« Parti d'or et d'azur; l'or au pin de sinople terrassé du même, le fût chargé d'une équerre de sable et surchargé d'un compas ouvert d'argent; l'azur, à l'ancre d'or accompagnée de trois étoiles d'argent, 2 en chef, 1 en pointe; champagne d'azur, brochant sur le parti, chargée du signe des chevaliers de l'Ordre impérial de la Réunion., »